# Attila Kovács
Attila Kovacs (Szekszárd, 2 de septiembre de 1960) es un atleta húngaro especializado en pruebas de velocidad. HA sido once veces campeón de Hungría en 100 metros lisos y cuatro veces en los 200.
En 1985 ganó los cien metros de la Copa de Europa B de atletismo.
En 1986 compitió en los 100 metros lisos en el Campeonato de Europa de Atletismo celebrado en Stuttgart y consiguió ser finalista quedando en el séptimo puesto.
Posteriormente en el año 1987 compitió en 100 y 200 m lisos en el II Campeonato del Mundo de Atletismo celebrado en Roma. En los 100 metros lisos consiguió ser finalista quedando en cuarto lugar, y en los 200 metros consiguió llegar a semifinales, completando una excelente actuación.